# حمى هافرهيل
حمى هافرهيل أو حمامى التهاب المفاصل الوبائية (بالإنجليزية: Haverhill fever or epidemic arthritic erythema)‏ هي شكل من أشكال حمى عضة الجرذ، وتسببه بكتيريا السلسلية طوقية الشكل من شعبةالبكتيريا المغزلية وهي كائن حي مشترك بين الفئران والجرذان.
رغم اسمها فإنه يمكن أن تصيب الإنسان دون أن يتعرض لعضات الفئران.